# Música de la Edad Media

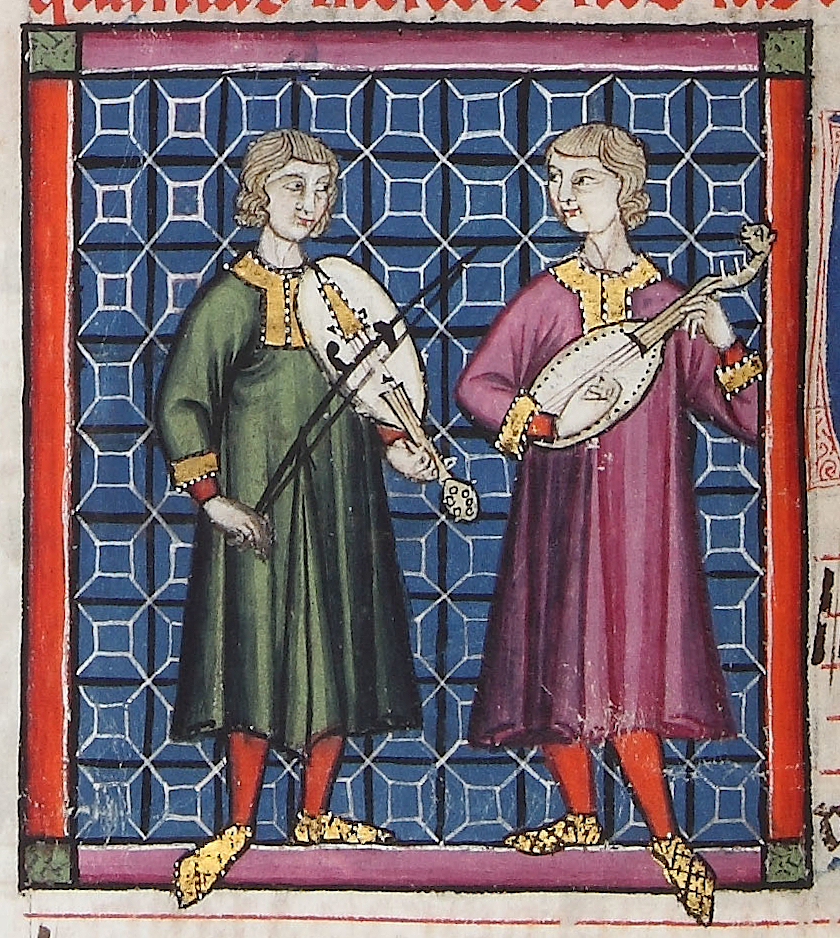
Músicos tocando la vihuela española en las Cantigas de Santa María de Alfonso X de Castilla, siglo XIII

La música medieval comprende toda la música de Europa Occidental compuesta durante la Edad Media, aproximadamente, entre la Caída del Imperio romano de Occidente en 476 y el siglo XV, centuria cuya música suele ya clasificarse como propia del Renacimiento. Durante la Edad Media, la música estuvo influenciada por los conceptos musicales de Pitágoras siendo, además, parte del quadrivium. Además, se sentaron las bases para las prácticas de notación musical y teoría musical. 
La música de la Edad Media está representada principalmente por composiciones vocales, religiosas o seculares, marcadas en los primeros siglos por la monodia, en particular representada por el canto llano religioso y en el ámbito secular por la lírica cortés de los trovadores y los troveros.

## Clasificación
Desde sus inicios, la liturgia cristiana y su música estuvieron marcadas por su origen en la tradición judía (canto de la sinagoga), al que vino a sumarse la influencia griega y romana, incluidas su teoría musical y su filosofía.
La historiografía musical medieval suele clasificar la música medieval en tres grandes repertorios:
- La monodia religiosa: Popularmente denominado canto gregoriano, es con gran diferencia el repertorio medieval más antiguo y extenso, e incluye la gran mayoría de música litúrgica cristiana de la época que se conserva. Es música estrictamente vocal, de ritmo libre, texto latino y escrita a una sola voz.
- La música profana o música de trovadores: De escritura también monódica y vocal, fue creada en ambientes aristocráticos y con textos en lengua vernácula; sus autores son llamados trovadores (si escribían en langue d'oc o provenzal), (en langue d'oïl o francés antiguo) o Minnesänger (en alemán). Su temática suele ser amorosa y, aunque su escritura es semejante a la del canto gregoriano, era interpretada con acompañamiento instrumental y compás definido.
- La polifonía: música escrita a varias voces y que surge por evolución de las anteriores durante la Baja Edad Media, primero en el ámbito religioso y posteriormente también en el profano.

La dureza de las condiciones de vida y el monopolio de la cultura escrita por la Iglesia explican que las fuentes musicales escritas que nos han llegado de la Edad Media sean muy escasas (por no decir inexistentes) durante los primeros siglos, y exclusivamente religiosas hasta finales del siglo XI: la función esencial de la música era la alabanza divina, y la supremacía cultural de la Iglesia, especialmente de las abadías, estaba garantizada por el irrisorio nivel de alfabetización y, bajo los carolingios, por el apoyo del poder político. Gran punto de inflexión de la Edad Media, la caída de los carolingios (987) coincide con el alba de la nueva cultura; es el tiempo en que la música “culta” occidental sucede a las tradiciones musicales antiguas.
Tras siglos de olvido, la música de la Edad Media sería redescubierta y estudiada a fondo a partir de mediados del siglo XIX.

## La  monodia religiosa: música litúrgica cristiana en la Edad Media

### La transición de la Antigüedad a la Edad Media
Desde sus inicios, la liturgia cristiana y su música estuvieron marcadas por su origen en la tradición judía (canto de la sinagoga), al que vino a sumarse la influencia griega y romana, incluidas su teoría musical y su filosofía.
El cristianismo se extendió  lentamente, hasta que finalmente fue adoptado oficialmente por el Imperio Romano, imponiéndose en Occidente el latín como lengua de la liturgia. El canto sacro se usó como instrumento de edificación y educación religiosa, y asume una función auxiliar para la oración. Las celebraciones religiosas de los primeros cristianos fueron poco a poco conformando un nuevo tipo de expresión musical austera, puramente vocal (se prohibía el uso de instrumentos musicales en los servicios religiosos) y monódica, esto es, a una sola voz (aunque podía ser interpretada coralmente).
Los primeros cantos litúrgicos tenían dos estilos principales:
- La salmodia, consistente en el recitado de versículos de salmos, para el que se usaban diversas fórmulas melódicas fijas (origen de los modos medievales). Antes y después de (incluso entre) los versículos del salmo se cantaba una antífona, de melodía más elaborada, a modo de estribillo.
- La  himnodia, consistente en melodías y textos de nueva creación y carácter más cercano a la comunidad. San Ambrosio de Milán hizo extenso uso de los himnos.

Ya en estos primeros cantos litúrgicos se usaron formas de ejecución luego habituales en el canto gregoriano, como la responsorial (el coro responde a un solista) o la antifonal (dos coros separados se alternan en el canto).

### Las liturgias regionales: escuelas de canto
Cada región europea desarrolló separadamente su propio canto, texto y reglas de celebración, como forma de soporte a la liturgia regional usada para celebrar la misa o el oficio. Las liturgias regionales occidentales más importantes fueron la romana, la ambrosiana (en torno a Milán), la beneventana (sur de Italia), la hispánica o mozárabe (practicada por los cristianos bajo dominio musulmán, con centro en Toledo), la galicana (en la Galia) y la céltica o irlando-británica. 
En torno al año 800 el Imperio Carolingio y la Iglesia católica se propusieron estandarizar la celebración de la misa y los cantos en Occidente. En esa época, Roma era el centro religioso de la Europa occidental y Aquisgrán era el centro político. Los esfuerzos de estandarización consistieron principalmente en combinar estas dos regiones litúrgicas (romana y galicana), creando un cuerpo litúrgico y de cantos que vendría posteriormente a llamarse canto gregoriano, por atribuirse su reorganización (e incluso la composición de melodías) al papa Gregorio Magno, a pesar de que este había vivido dos siglos antes. Hacia los siglos XII y XIII la liturgia gregoriana había sustituido a todas las otras tradiciones de cantos occidentales, con la excepción del canto ambrosiano en Milán y los cantos mozárabes en unas pocas capillas hispanas.

### El canto gregoriano
A finales del siglo VI el papa Gregorio I dirigió una reordenación, reforma y compilación de la liturgia romana, continuada por sus sucesores, que incluía una conformación más llana y sencilla de las melodías (canto romano antiguo y nuevo). La alianza papal con la monarquía carolingia (segunda mitad del siglo VIII) logró imponer en Occidente una centralización de la administración, el derecho canónico y la liturgia, cuyo repertorio de cantos, basado en esa progresiva reforma anterior, se vinculó un tanto legendariamente a Gregorio I y fue denominado gregoriano. Desde entonces hasta al menos el siglo XVI el canto gregoriano fue el estilo musical más difundido e influyente en el mundo occidental (y de hecho se mantuvo vigente hasta 1965 como repertorio oficial universal de la liturgia católica).
Fue precisamente en la época carolingia (ca. 800) y para difundir ese repertorio, se comenzó a utilizar junto a los textos una nueva forma de notación musical silábica, la neumática, que, aunque imprecisa en ritmo y altura, ayudaba a recordar las melodías del repertorio. Posteriormente sus signos, llamados neumas, serían insertados en un tetragrama, que ya sí precisaba la altura de los sonidos.
Aunque los primeros textos descifrables y completos datan de inicios del siglo IX, y una gran parte de las melodías que conocemos fueron transcritas de manuscritos todavía posteriores (especialmente de los siglos XII y XIII), hemos de pensar que muchas piezas debían de estar en uso desde hacía mucho tiempo cuando fueron anotadas. Lo que la notación nos ha transmitido es, verosímilmente, una tradición establecida en los siglos VIII y IX, y fortalecida por la autoridad imperial y pontificia: los redactores de los manuscritos con neumas no pudieron referirse sino a un estilo sancionado por la Iglesia, de modo que este repertorio carolingio o romano galicano representa ya, sin duda, una cierta decadencia en relación con las melodías de las liturgias anteriores.
Las características principales del canto gregoriano son:
- Es música funcional, exclusivamente destinada a la liturgia cristiana (misa y oficio).
- Es un canto monódico.
- Su texto está en latín.
- El ritmo (llamado libre) va ligado al texto y no tiene una pulsación predeterminada.
- Se canta sin acompañamiento instrumental y habitualmente solo con voces masculinas.

El repertorio gregoriano, amplísimo, puede ser clasificado según diversos criterios.
Por su estilo musical más o menos ornamentado, puede clasificarse en accentus, recitaciones litúrgicas estereotipadas basadas en una sola nota (tuba), usadas en las recitaciones litúrgicas del sacerdote; y concentus, cantos propiamente dichos, que según su relación entre palabra y texto se clasifican a su vez en:
- Silábicos: si canta una sola nota en cada sílaba del texto.
- Neumáticos: si cada sílaba tiene entre dos y tres notas, generalmente anotadas con un solo neuma.
- Melismáticos: el canto más complejo y ornamentado, en el que cada sílaba del texto está adornada por varias notas distintas, a veces muy numerosas (melismas).

Por su forma de interpretación los cantos suelen ser clasificados en tres categorías:
- De estilo directo: son cantados íntegramente por el o los mismos cantores, sea un solista o un coro.
- Responsoriales: el coro responde (responsorio) con una especie de estribillo al canto del solista. Por ejemplo, era practicada en la salmodia (salmodia responsorial), en la que el coro cantaba la antífona y el solista entonaba, con profusión de ornamentos, cada versículo de un salmo.
- Antifonales (tipo no necesariamente relacionado con la antífona como pieza musical): dos coros de similar tamaño se responden o alternan, por ejemplo cantando versículos consecutivamente.

Por su uso litúrgico, el repertorio puede clasificarse entre cantos de la misa y del oficio.
- Los cantos de la misa incluyen dos subtipos:

1. Cantos del Ordinario, de texto fijo (Kyrie, Gloria, Credo, Sanctus, Benedictus y Agnus Dei). Son cantados por el coro de fieles o por la schola cantorum (coro especializado).
2. Cantos del Propio, como por ejemplo el Gradual o el Tracto, cuyo texto cambia día a día. Podemos distinguir en ellos recitativos (reservados a los sacerdotes; suelen ser muy sencillos aunque elegantes, tienen un origen muy antiguo y, probablemente, han conservado lo esencial de su aspecto primitivo) y aclamaciones (por el coro de los fieles; probablemente espontáneas al principio y muy sencillas, fueron refinándose y se hicieron rituales).

- Por su parte, los cantos del oficio se usan en las diversas horas de oración (Laudes, Prima, Tercera, Sexta, Nona, Vísperas y Completas).

Por último, podemos clasificar las piezas del repertorio gregoriano según su origen, reflejado en su forma musical, en dos grandes grupos: piezas de origen salmódico y piezas versificadas.
- Las piezas de origen salmódico pueden clasificarse así:

1. Responsos: estribillos y estrofas con los que el coro responde a los versículos del salmo, cantados por el solista. Primitivamente breves, silábicos e inseparables del salmo, los responsos se han convertido en grandes piezas con vocalizaciones, generalmente en tres partes (estribillo, uno o varios versículos del salmo, estribillo).
2. Antífonas: estribillos silábicos introducidos en el canto alterno de los salmos, como preludio, postludio e interludio. Dos semicoros cantan los versículos alternativamente (antífonas) y se unen para cantar la antífona.
3. Tractos: salmos, o fragmentos de salmos cantados seguidos, sin repetición alguna ni estribillos, solo para el solista. Son piezas ornamentales con ricas vocalizaciones, que se sitúan entre las lecturas de la misa, principalmente durante el tiempo pascual.

- En cuanto a las piezas versificadas, consisten en himnos. Primitivamente en prosa y de una forma análoga a la de los salmos, se compusieron luego en verso, a partir de San Ambrosio; estas piezas estróficas constituyen un repertorio artístico heterogéneo, cuya popularidad en la cristiandad fue considerable. Más tarde se consideraron himnos unos cantos religiosos (y también profanos) consagrados a la alabanza, sin ninguna relación con los himnos “ambrosianos” o “gregorianos”.

### Tropos, secuencias y dramas litúrgicos
Establecido un repertorio fijo oficial en la época carolingia, la creatividad musical en la monodia religiosa quedó circunscrita a la ornamentación de determinados cantos, en particular algunos de la misa y solo en las fiestas solemnes. Tal ornamentación (además de en la práctica de la polifonía, que veremos más adelante) consistió fundamentalmente en la inserción de nuevos melismas o incluso nuevos textos en las antiguas melodías del repertorio, práctica denominada tropo. Un tipo particular de tropo, aplicado al Aleluya, fue denominado secuencia.
Hay tres formas de tropo:
- Los consistentes en intercalar fragmentos melódicos inventados, ajenos al repertorio original gregoriano, como melismas dentro de una pieza anterior, como por ejemplo un Kyrie. El material melódico introducido era probablemente en algunas ocasiones de origen popular.
- La aplicación de un nuevo texto a un melisma anterior, técnica atribuida por Notker Balbulus a monjes procedentes de Jumiège (siglo IX) como procedimiento mnemotécnico para ayudar a los cantores a recordar las células melódicas sucesivas. Un ejemplo sería el Kyrie "Fons bonitatis" del Ms. 383 de San Galo.
- La interpolación de texto nuevo con música nueva.

Un tipo particular de tropo, el aplicado al melisma de la última sílaba del Aleluya (el llamado Jubilus), se practicó muy extensamente hasta el punto de desarrollarse una nueva forma musical con textos y melodías muy elaborados, la secuencia, que históricamente fue desarrollada en tres fases:
- Secuencia clásica, (850-1050), especialmente en San Galo y San Marcial de Limoges: solía consistir en versículos dobles (forma IAABBCC...).
- Secuencia rimada (desde el siglo XII): se independiza del Aleluya, y se crean nuevos poemas medidos rimados en consonante con melodías nuevas.
- Secuencia estrófica (desde el siglo XIII), en la que la melodía es repetida con diversas estrofas de texto, por ejemplo con forma musical AABBCCAABBCCAABBCC.

Aunque llegaron a escribirse cinco mil secuencias, el Concilio de Trento fijó para su uso solo cuatro, de las cuales la más célebre es el Dies Irae, secuencia estrófica de Tomás de Celano (siglo XIII) para la misa de difuntos; más adelante se añadió una quinta, el Stabat Mater. Por otra parte, el lai profano y la estampida instrumental asumieron la forma musical de la secuencia.
Como último tipo especial de tropo hay que citar los dramas litúrgicos, nacidos a partir de los tropos del Introito de Pascua y Navidad, desde los que se desarrollaron diálogos cantados y luego pequeñas representaciones sacras independientes, como los llamados misterios, el Ludus Danielis o, ya en lengua vulgar, el Auto de los Reyes Magos

## Monodia profana o música profana

### Los trovadores

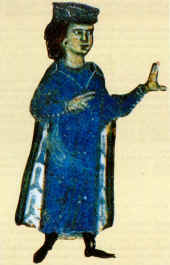
Guillermo de Poitiers.

Los trovadores eran aristócratas que componían canciones y en ocasiones cantaban sus propias obras; de la interpretación y acompañamiento de estas se encargaban generalmente los juglares, músicos profesionales de extracción popular. La tradición de los trovadores nació en el sur (Provenza) y suroeste (Aquitania) de Francia, cuyo centro cultural era San Marcial de Limoges; precisamente el trovador más antiguo conocido es Guillermo IX de Poitiers, Duque de Aquitania (1086-1127). Entre los más notables de los cuatrocientos trovadores en lengua provenzal conocidos podemos citar a Peire Vidal, Guerau de Cabrera y Raimbaut de Vaqueiras. Por su parte, los trovadores del norte de Francia suelen ser denominados troveros y los alemanes Minnesänger (en alemán, "cantores de amor").
Los textos de las canciones de los trovadores son muy variada: canciones de gestas, heroicas, amorosas, de carácter político, moral, satírico, piadosas, cantos fúnebres... Musicalmente, las formas son también de gran diversidad, destacándose el rondeau (con una peculiar alternancia de coplas y estribillo), el virelai (en que el estribillo no interrumpe el desarrollo de las estrofas) y la ballade (estribillo alternante cada tres estrofas).
Aunque el estilo trovadoresco alcanza su apogeo en la segunda mitad del siglo XII, tiene importantes cultivadores en el siglo XIII, como el catalán Giraud Riquier o el francés Adam de la Halle.
Los trovadores muestran muy audaces en la invención de sus melodías, definitivamente apartada ya de sus originales modelos litúrgicos.
Como ya no utilizan textos en prosa latina, sino en verso romance, la rítmica de sus obras ya no se basa en la cantidad métrica de cada sílaba; esto hace desarrollar ciertas fórmulas rítmicas, entre notas largas y breves, que tendrán gran repercusión en la música polifónica.

### Los juglares

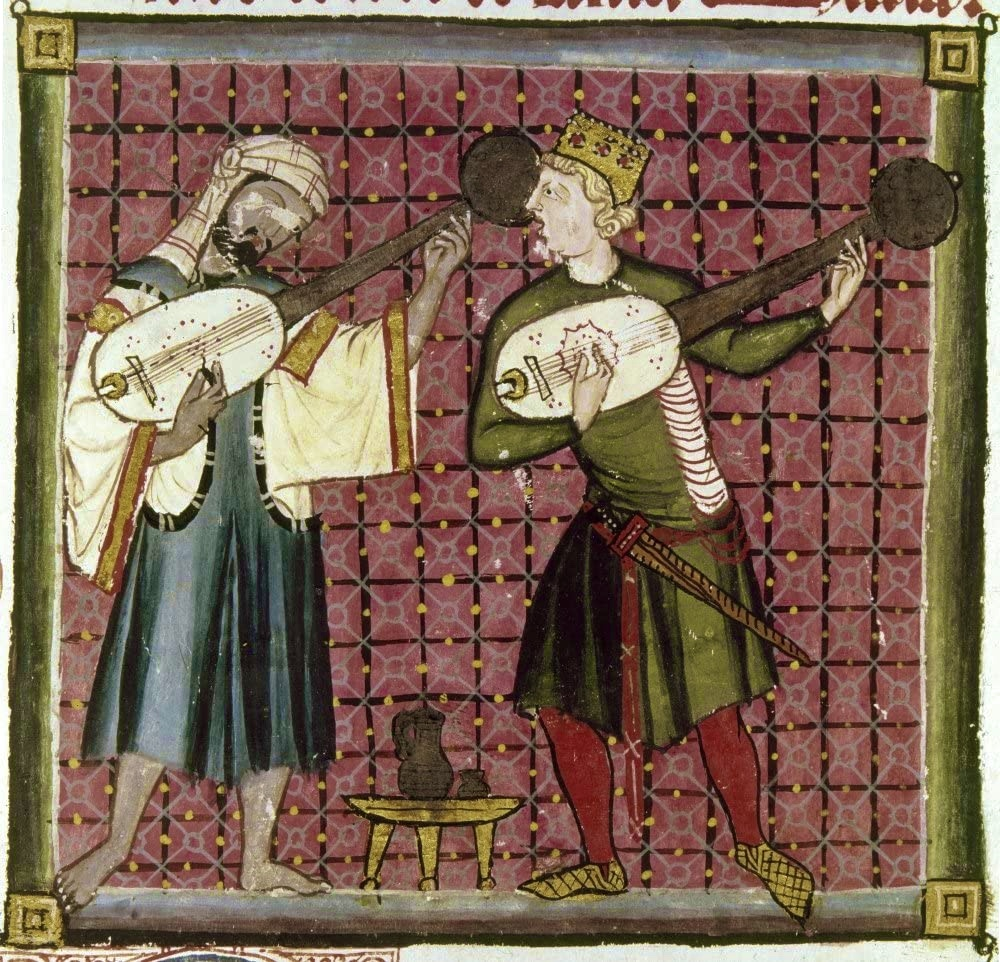
Juglares representados en las Cantigas de Alfonso X el Sabio.

Los juglares solían ser personajes errantes que iban de aldea en aldea, de castillo en castillo, asombrando y divirtiendo a un público analfabeto. Herederos de los mimos y joculatores de la Roma clásica y pagana, mitad poetas y mitad saltimbanquis, mezclan en sus actuaciones la declamación y el malabarismo, la música y la sátira, la lírica y las gestas épicas.
Ellos son los únicos transmisores de la música popular no litúrgica, pero enseguida con los procedimientos más avanzados del canto eclesial y las novedades surgidas de la poética de tropos y secuencias.
Aparte de las habilidades circenses, los juglares en general se acompañaban con instrumentos musicales prohibidos en la Iglesia a causa de su antigua vinculación a la vida pagana. Había juglares de muy diferentes tipos y calidades, desde los más simples y vulgares llamados Cazurros o Remedadores hasta los más pulidos en el arte, muy próximos o confundidos con los trovadores.
A veces eran clérigos, personas de cierto nivel cultural que habían abandonado la vida religiosa y vagabundeaban de un lado a otro intentando sacar partido de su superioridad cultural: eran los llamados goliardos (por el obispo Golias, personaje que se cree que inventó este oficio). Los goliardos cantaban y recitaban en latín y en lengua vulgar, y en su repertorio figuraba la poesía más refinada o dramática junto con las canciones al vino, a las mujeres, contra los eclesiásticos y un sinfín de otras curiosidades, según podemos ver en algunos códices que contienen sus obras, como los de Ripoll o los conocidos Carmina Burana (canciones del Monasterio de Beuren, en Alemania).

## Polifonía
Toda la música europea conservada anterior al siglo IX es monódica. A partir de ese siglo va a recogerse en los manuscritos un nuevo procedimiento de composición: la polifonía. Mientras que la monodia continuará practicándose aún durante siglos y con excelentes resultados artísticos, la polifonía emprenderá un desarrollo acelerado en que los hallazgos se van sucediendo unos a otros, perfeccionándose a cada generación de músicos.
La polifonía es el arte de combinar sonidos y melodías distintas y simultáneas. Los ejemplos de polifonía del siglo IX son llamados el organum. Al principio la polifonía se producía automáticamente cuando cantaban juntos hombres y mujeres: se produce una melodía formada por una voz grave y otra aguda a distancia de una octava. Inmediatamente se superó el simple paralelismo, haciendo corresponder con cada nota de la melodía original otras distintas, a veces por movimientos paralelos y otras por movimientos contrarios. Ese procedimiento se llamó también diafonía y discanto.
Las melodías que se tomaban para estas nuevas experimentaciones eran de carácter litúrgico, extraídas comúnmente de los tropos por ser estos inventados de nueva creación no pertenecientes al repertorio gregoriano antiguo, más severo en su interpretación, para la que la iglesia no admitía la práctica polifónica aunque, cada vez más, esta iba ganando terreno.
A pesar del enorme avance que esta manera de hacer música significa, el organum en sus formas más simples que hemos mencionado, una quedándose anticuado y otra evoluciona hacia un estilo más libre.

### Ars antiqua
Se llamaba ars antiqua a la forma de hacer música de los siglos XII-XIII, en los que se parte de los primeros ensayos polifónicos y se enriquecen hasta sentar las bases de la polifonía en su etapa de plenitud. Sus más destacados representantes aparecen en torno a la llamada Escuela de Notre-Dame de París y son Leonín, organista de Notre-dame, y su sucesor Perotín.
La melodía litúrgica (vox-principalis) pronto pierde importancia con respecto a la melodía añadida (vox-organalis) que ahora ocupa el lugar más agudo. Finalmente, la vox-principalis deja de ser de origen litúrgico, admitiéndose la invención libre. Una novedad es el organum melismático, en que la vox-principalis se fragmenta en cada una de sus notas, que adquieren una duración larga; sobre ellas se aplica una segunda voz en notas breves que florean sobre la primera con gran soltura.
Leonín trata con gran elegancia y libertad los melismas, e introduce con maestría el uso de ritmos flexibles, alternando notas largas y breves en la vox-principalis, que empieza a perder su rigidez. La generación siguiente en los principios del siglo XIII tiene su máximo representante en Perotín, discípulo del anterior. Partió de la obra de su maestro y la reelaboró experimentando nuevos tipos de composición para tres o cuatro voces.

### Ars nova

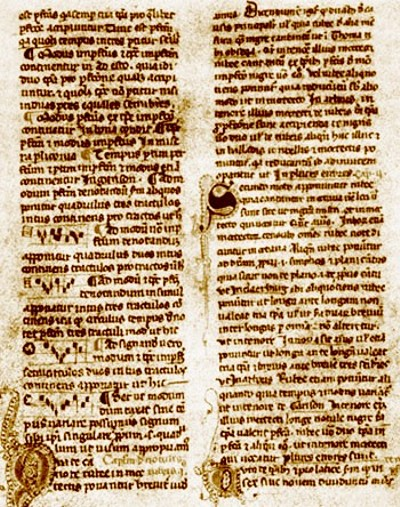
Página del tratado Ars nova escrito por De Vitry.

El ars nova fue una corriente musical del siglo XIV que nació como contraposición al estilo anterior (ars antiqua). Los ritmos, temas y las melodías se vuelven más variadas. La música iba adquiriendo cada vez más complejidad en los ritmos y en las voces obligando a replantear y modificar con frecuencia las normas de su elaboración. Philippe de Vitry escribió en los primeros años del siglo XIV un tratado sobre cuestiones de notación musical donde exponía los últimos adelantos en ese terreno; su título Ars nova, ha servido a la ciencia musical moderna para llamar así a la música del siglo XIV.
El exponente más importante de esta corriente artística es Guillaume de Machaut ( 1300-1377), poeta y cortesano que difundió su estilo hábil y refinado. Compuso numerosos motetes, canciones y ballades a las que introduce grandes libertades e innovaciones técnicas. Su obra más interesante es la Misa de Notre-Dame, la primera que tiene auténtica unidad formal y en la que se relacionan los componentes rítmicos, melódicos y tonales buscando un efecto de conjunto perfectamente planificado.
La preocupación principal de los músicos del ars nova era la medida y el ritmo de sus composiciones; la atrevida combinación de esos aspectos dio lugar a obras de gran complicación. Francia sigue siendo durante el siglo XIV, igual que en la anterior época el foco de mayor interés musical; Desde allí su influencia se irradia a Inglaterra, España y Alemania. En Italia, por el contrario, se practica una música menos contrapuntística en la que predomina más el carácter melódico en un género propio: el madrigal menos alejado de las formas populares y en él destacó el organista Francesco Landini (1325-1397).

### Trecentoitaliano

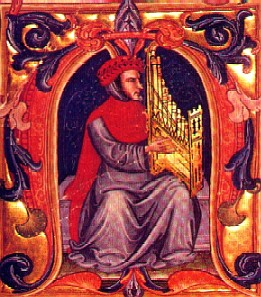
Ilustración del Codex Squarcialupi, mostrando a Francesco Landini tocando un órgano portátil.

Mucha de la música del ars nova tiene un origen francés; no obstante, el término es comúnmente aplicado a toda la música del siglo XIV, especialmente para incluir la música secular en Italia. Por eso, este período es en ocasiones conocido como Trecento.
La música italiana ha sido siempre conocida por su carácter lírico o melódico, y esto en muchos aspectos viene desde el siglo XIV. En esta época la ejecución de música profana italiana (conforme a lo poco que sobrevive de la música litúrgica, es muy similar a la francesa excepto por unas pequeñas diferencias en la notación) que ha sido llamado el estilo cantalina, con una voz alta soportada por dos voces (o inclusive una sola ya que una gran cantidad de la música italiana del Trecento es para dos voces solamente) que son más regulares y de movimientos lentos. Este tipo de textura musical permanece también en las ejecuciones de la música italiana en los géneros seculares tan populares en los siglos XV y XVI, y fue una importante influencia en el eventual desarrollo de la textura de los tríos que revolucionó la música del siglo XVII.
Existieron tres formas principales para las obras seculares en el Trecento.
- El madrigal es una de estas formas, que no es aquella misma que aparece 150 a 250 años después, pero con una forma como de verso/refrán. La stanza de tres líneas, cada una con diferentes palabras, alternadas con un ritornello de dos líneas, con el mismo texto en cada aparición. Quizás podríamos ver las semillas del ritornello del Renacimiento tardío y del Barroco en estos arreglos. También regresan una y otra vez, reconocibles en cada ocasión, en contraste con las secciones dispares que la rodean.
- La caccia ('caza'), es otra de estas formas, que fue escrita para dos voces en un canon al unísono. Algunas veces, esta forma ejecutaba un ritornello, el cual estaba ocasionalmente en un estilo canónico. Usualmente, el nombre de este género proveía un doble significado, dado que el texto de la caccia fue referente en primer término a la cacería y a actividades al aire libre, o al menos a escenas llenas de acción.[7]
- la ballata fue la tercera forma principal, la cual fue un equivalente grosso modo al virelai francés.[8]

Entre los manuscritos italianos que sobreviven de esa época incluyen el Codex Squarcialupi y el Codex Rossi.
Los compositores que sobresalieron en este periodo son, entre otros, Francesco Landini, Gherardello da Firenze, Andrea da Firenze, Lorenzo da Firenze, Paolo da Firenze (Paolo Tenorista), Giovanni da Firenze (también conocido como Giovanni da Cascia), Bartolino da Padova, Jacopo da Bologna, Donato da Cascia, Lorenzo Masini, Niccolò da Perugia y Maestro Piero.

## Teoría y notación
La teoría musical griega, heredada por Roma, fue el punto de partida de la especulación musical medieval a través de los últimos escritores vinculados al antiguo mundo clásico, Boecio (480-524) y Casiodoro (477-570) que fueron, con los traductores árabes, quienes introdujeron la teoría musical griega en nuestra Edad Media.
Boecio elaboró el tratado de armonía titulado De institutione musica. Este texto tiene una gran trascendencia como fuente de conocimiento de las doctrinas griegas acerca de la armonía y por el influjo que ejerció sobre el pensamiento medieval. Dividía la música en tres géneros distintos: música mundana, humana e instrumental. Esta división para Boecio no tiene un carácter religioso, sino que se apoya en la desvalorización del trabajo manual y de lo que depende de los sentidos.
- La música mundana: es la que se refiere a la música de las esferas, identificándose con el concepto del sentido de armonía. Para Boecio ese «sonido» se identifica con armonía, y nosotros no podemos percibirla es porque somos imperfectos. Esta música mundana es la verdadera, y el resto lo es en tanto reflejo de esta última.
- La música humana: Refleja a través de la unión armoniosa de las diferentes partes del alma, la unión de alma con el cuerpo, la música de las esferas. Esta música se comprende a través de acto de la introspección, todo aquel que se sumerge en sí mismo la entiende, ya que es una armonía psicofísica.
- La música instrumental: Según Boecio el hecho manual de producir sonidos a través de los instrumentos no tiene valor alguno (soplar por un tubo, tocar una cuerda tensada...). La actividad manual ocupa el lugar opuesto de la actividad puramente intelectual. Pero no rechaza los sentidos, los considera necesario, ya que a través de ellos podemos hacer juicios.

El erudito español san Isidoro de Sevilla (560-636) contemporáneo del papa Gregorio I dedica a la música una parte de su monumental obra las Etimologías. Refiriéndose al problema de la notación dice: «Los sonidos mueren, pues no pueden escribirse».
La escritura musical era alfabética en época griega y romana. Pero en la Edad Media se abandonó este tipo de notación por otra llamada neumática, que aparece en el siglo IX. Los neumas son unos signos valorados sobre cada sílaba de las palabras que conforma el canto. No expresan con exactitud ni la duración ni la altura precisas de cada sonido, sino que intentaban dibujar la marcha de la melodía sirviendo tan solo como recordatorio de las diferentes melodías ya conocidas por quienes leían esa música, pues no en vano los cantores dedicaban doce años de su vida a aprender los repertorios.
En el siglo X otro teórico Hucbaldo (840-930) decidió escribir varias líneas horizontales superpuestas, de manera que a cada una correspondía una nota musical. El texto, en lugar de escribirse abajo, se dividía en sílabas y cada una iba escrita en la línea que señalaba su altura de entonación. Este fue el origen remoto de la pauta musical, que aún hoy se emplea con cinco líneas, aunque en aquella época las líneas fueron apareciendo progresivamente primero una, luego dos, luego cuatro,…, hasta ocho o nueve.
Guido de Arezzo (995-1050) dio valor tanto a las líneas como a los espacios entre ellos con lo que se economizaban espacio. En lugar de poner las sílabas del texto en la pauta puso neumas o signos musicales que los representaban. También dio un nombre a cada nota de la escala. Utilizaba el himno de San Juan Bautista y llamó a cada una de las notas con la primera de cada verso.
Por otra parte, se mantuvo un sistema de referencias alfabéticas, con las siguientes correspondencias que sigue vigente hoy en día, en países de habla alemana e inglesa.
Los teóricos del ars antiqua se preocupaban por encontrar una escritura que satisficiese las crecientes exigencias de una polifonía que se desarrollaba con gran rapidez. Entre ellos hay que destacar a Pierre de la Croix, Jean de La Garlande y Franco de Colonia, quienes codifican esos escritos de la ciencia musical de sus contemporáneos y fijan las normas que habían de servir, un siglo después a los músicos del ars nova.
Los teóricos del siglo XIV Philippe de Vitry, Jacobo de Lieja y Johannes de Muris, comprendían lo enunciado por los anteriores teóricos y perfeccionan un sistema de escritura que consiste en dar a cada nota un valor fijo en relación con las demás, de manera que al superponerse las voces podamos fijar con precisión la duración de cada nota y hacer coincidir las notas con las demás voces. Esto es lo que se llama notación mensural, o sea, con indicación estricta de la duración de las notas según el dibujo de la figura. Este sistema pervive hasta nuestros días con muy escasas modificaciones; sus principales figuras en el siglo  XIV eran:
- La Maxima o Duplex longa
- La Longa
- La Brevis o Breve (la actual cuadrada)
- La Semibrevis o Semibreve (la actual redonda)
- La Minima (la actual blanca)
- La Semiminima (la actual negra)

## Géneros y formas musicales

### Música vocal
Al comienzo de esta época, la música era monódica y monorrítmica en la que aparece un texto cantado al unísono y sin acompañamiento instrumental escrito. En la notación medieval antigua, el ritmo no puede ser especificado, si bien la notación neumática puede dar claras ideas de fraseos, y otras notaciones posteriores indican el uso de modos rítmicos. La simplicidad del canto, con la voz al unísono y la declamación natural es muy común. La notación de la polifonía se va desarrollando, y su asunción significa que las primeras prácticas formales se inician en ese periodo. La armonía, con intervalos consonantes de quintas justas, octavas (y después, cuartas justas) comienza a escribirse. La notación rítmica permite complejas interacciones entre múltiples líneas vocales de un modo repetible. El uso de múltiples textos y la notación del acompañamiento instrumental se desarrolla al fin de la era.
- El organum, hacia el siglo XII era una pieza musical litúrgica en la que cada nota de un canto era mantenido en valores largos por una voz, mientras que una, dos o tres voces cantaban embellecimientos sobre ella. Otra definición más clara es: forma primitiva de polifonía medieval consistente en superponer de manera contrapuntística una o más voces a la melodía, tomado de los cantos gregorianos. Es una de las primeras manifestaciones polifónicas que encontraremos en la música occidental (la polifonía es "música vocal o instrumental a dos o más voces"). Se confeccionaba tomando una melodía gregoriana ya existente, con dos voces superpuestas, de movimiento paralelo.

- El conductus es una pieza de carácter semilitúrgico que en principio se cantaba para acompañar o conducir a un personaje. En su elaboración polifónica, la melodía fundamental es la más grave: el tenor, la que sostiene a las otras voces que cantan el mismo texto todas a la vez con el mismo ritmo.

- El motete es una forma polifónica y politextual que comienza siendo litúrgica y luego profana. El motete es de gran importancia porque representa la evolución de la polifonía y de la notación musical. Procede del organum melismático. Perotín en su organa compuso una unas serias de vocalizaciones finales (cláusulas) sobre determinados fragmentos de las melodías litúrgicas que usaba como vox principalis. Si esos fragmentos del tenor (que a veces no tienen más texto que una o dos palabras) se estructuran en un ritmo riguroso y a las vocalizaciones de la vox organalis se le pone un texto propio, tendremos ya un motete; motete, propiamente dicho, se llamaba a la voz que floreaba con ritmo libre sobre el rígido esquema rítmico del tenor, pues mientras este solo tenía algunas sílabas de texto para cantar, aquella lo hace con muchas palabras (mots, motets = palabras). El tenor, a veces, era tocado con un instrumento en lugar de ser cantado; si el motete era a dos voces se convertía así en una melodía vocal acompañada por un instrumento, y si era para más voces, estas competían entre sí con toda libertad rítmica y melódica sobre la base instrumental de la voz más grave. Desde el ars nova, la introducción de tenores que no procedían directamente del repertorio litúrgico sino que eran canciones populares significó la conversión del motete en una de las más importantes formas de la música profana, aunque muchos grandes músicos siguieron cultivándolo con sentido religioso. La libertad y el estímulo de invención que supone la práctica del motete es uno de los más fecundos hallazgos de toda la historia de la música.

- El hoquetus es una forma musical propia del ars nova francés del siglo XIV en la cual tres voces realizan un contrapunto sobre una voz grave.

- El canon está basado en el principio de imitación, consistiendo en una repetición literal de una melodía que se acompaña a sí misma pero desplazada en el tiempo. El más antigua de los conocidos es el inglés "Summer is coming in" (Llega el verano), de finales del siglo XIII, cuya melodía podía cantarse hasta a seis voces.

- El madrigal italiano empieza siendo un tipo de motete en que se concede especial atención a la melodía de la voz superior.

### Música instrumental
La danza, muy apreciada tanto en los más refinados ambientes como en las celebraciones populares, fue un factor determinante en el proceso que antes analizamos consistente en fijar ciertas melodías según esquemas rítmicos. Además de la evidente influencia en términos como la ballata o balada trovadoresca, tuvieron gran popularidad las estampies y los saltarellos. Hay tipos de danza religiosa, vinculados a las representaciones teatrales que se hacían en las iglesias sobre la Pasión, la Navidad, etc.; en España se ha mantenido la tradición del Canto de. la Sibila. También danzaban los peregrinos que iban en romería, algunas de cuyas piezas se conservan en el Llibre Vermell de Montserrat.
No conservamos especificaciones concretas que nos digan si tal o cual obra ha de ser cantada o tocada también con instrumentos, y menos sabemos qué tipo de instrumentos deben tocarse. Sin embargo, está fuera de toda duda que la música de este período, aunque escrita para voces, podía tocarse también con acompañamiento instrumental; y no solo la música profana, sino también buena parte de las composiciones religiosas.
Desde luego, está claro que la música de danza exigía participación instrumental y, por otra parte, son numerosos los testimonios tanto iconográficos como literarios que nos dan noticias de la presencia instrumental en la música de la época. De los primeros tenemos muestras muy abundantes en la arquitectura: los pórticos de iglesias y catedrales tanto en el románico como en el gótico están rodeados de músicos con sus correspondientes instrumentos, entre los que destaca el Pórtico de la Gloria de la Catedral de Santiago de Compostela.
En este período, tras el despegue operado en la época inmediatamente anterior, se había llegado a una gran proliferación de instrumentos y variantes. Podemos estar seguros de que el uso de tales instrumentos fue muy abundante, aunque no había nada que se parezca a nuestras actuales orquestas. Los conjuntos eran muy reducidos, de una docena de músicos en los casos más excepcionales, y corrientemente solo tres o cuatro, a veces menos.
En la iglesia se admitía solamente el órgano, pero las nuevas composiciones religiosas polifónicas facilitarían la introducción de otros instrumentos para acompañar o sustituir a las voces: violas, flautas, chirimías, etc. Trovadores y juglares tañían laudes, arpas, salterios, gaitas y, desde luego, variedad de panderos, sonajas, tamboriles, etc. Para las celebraciones públicas y las fiestas al aire libre se va perfilando un conjunto característico llamado de "música alta" por la potencia y brillantez de su sonido, compuesto de trompetas, chirimías y bombardas.
Conviene, finalmente, destacar la influencia de los musulmanes, sobre todo en su aportación en cuanto a instrumentos se refiere.

## Los instrumentos musicales en la Edad Media
Muchos de los instrumentos usados en la época medieval perviven aún hoy día con algunas variaciones.

### Instrumentos de cuerda
La música medieval utilizaba muchos instrumentos de cuerda, así como el laúd, la guitarra morisca o mandora, la guiterna y el salterio. Los dulcémeles, similares en estructura a los salterios y cítaras, que eran originalmente punteados.
- El rabel era un cordófono de tres cuerdas, tocado con arco. Su caja de resonancia tenía forma de pera y en ocasiones alargada. El mástil era corto y el clavijero a veces estaba inclinado hacia la derecha, hasta adoptar finalmente forma de hoz. Se introdujo en Europa durante el siglo X desde el mundo árabe.
- El dulcimer era similar al salterio; sus cuerdas solían aparecer en órdenes de dos a cuatro. Se tocaba percutiendo las cuerdas con unos macillos de madera.

- La fídula era de cuerda frotada, con cuerpo oval o elíptico, tapa armónica plana y clavijeros normalmente en forma de disco.

- Arpas, liras y salterios: las denominaciones medievales son con frecuencia muy confusas. Las palabras cythara, rote, rotta o chrotta pueden designar un arpa, una lira con arco o un salterio. Sucede que la lira se bautiza como arpa o psalterium o que el monocordio «tiene 19 cuerdas». No obstante, la iconografía permite distinguir tres tipos de instrumentos de cuerda sin mástil o mango, y otro instrumento especial:

- Las arpas se reconocen por su forma aproximadamente triangular y por sus cuerdas de longitud desigual, tensas en un plano perpendicular al cuerpo sonoro, entre este y una consola que lleva las clavijas. El arpa pequeña portable y sin duda venida de Irlanda con los monjes irlandeses, todavía es el emblema heráldico de este país. Desde el siglo IX los juglares acompañan con ella sus relatos y la nueva nobleza feudal aprende a tocarla. Pero, a pesar de su continua aceptación, no parece que el arpa haya suscitado un repertorio específico antes del siglo XVI.

- Las liras se asemejan a las cítaras antiguas hasta el siglo XI. Las cuerdas de igual longitud, se tensan entre un clavijero y una consola transversal paralelamente al cuerpo sonoro. La lira y el arpa están claramente diferenciadas en un manuscrito del siglo XII, en la que el arpa se llama cythara anglica y la lira cythara teutonica.

- El salterio, que aparece en el siglo XII, en una escultura de la catedral de Santiago de Compostela, se compone de una caja de resonancia, plana, de forma generalmente trapezoidal, sobre la que se tensa un número de cuerdas muy variables, de longitudes desiguales.

- El monocordio se menciona con frecuencia en la Edad Media. En su origen, es un instrumento científico, destinado a la evaluación de los intervalos musicales. Un caballete móvil que se desplaza a lo largo de una escala graduada permite medir la longitud de la cuerda que corresponden a los diferentes sonidos para una misma tensión.

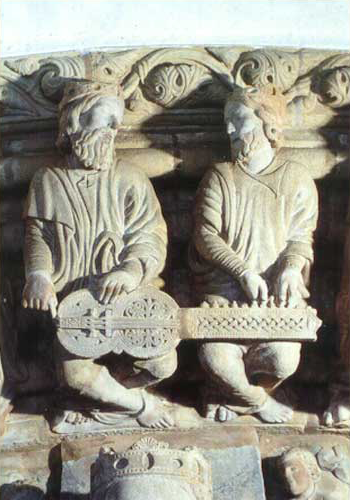
Organistrum del Pórtico de la Gloria de la Catedral de Santiago de Compostela

- Laúdes, guitarras y violas: Los instrumentos de cuerdas con mástil existen en Europa desde la Alta Edad Media. Sus denominaciones se confunden a menudo con las correspondientes a instrumentos sin mástil, en el mismo desorden y la misma imprecisión. La iconografía sigue siendo la mejor fuente de información:

- El laúd, en la forma que el Renacimiento hizo famoso, fue introducido en Europa en el siglo XII por los árabes, que legaron también su nombre en lengua árabe.

- La guitarra, curiosamente, ha tomado su nombre de instrumento de la antigüedad que no tenían mástil. Desde el siglo XI o el XII se presenta bajo dos formas: la guitarra morisca, que Machaut llama “moracha” y no es otra cosa que un laúd o una bandola, y la guitarra latina, que es aproximadamente la guitarra que nosotros conocemos.

- El organistrum es una especie de viola en la que el arco está reemplazado por una rueda que frota las cuerdas por acción de una manivela. Las cuerdas se acortan no con los dedos directamente, sino con un teclado. Es el instrumento que hoy se llama "viola de rueda" o zanfona y que pertenece al folclore desde el siglo XVII.

### Instrumentos de viento
Guillaume de Machaut distingue en el siglo XIV dos tipos de flauta: las traveseras y «en las que tocas recto cuando soplas». Pero no parece ser que en Europa las flautas fueran rectas hasta el siglo XII. La flauta travesera vendría como entonces, de Oriente. Una pequeña flauta recta llamada flajol o el flaihutel se toca en asociación con un tamboril o tabor, por un solo ejecutante, como todavía se practica hoy en Provenza o en el País Vasco. Las flautas se hacían de madera más que de plata u otro metal, y podían tocarse desde un costado o desde el extremo. La flauta dulce, por otro lado, ha conservado más o menos su forma. El Gemscorno se parece a la flauta dulce en que tiene orificios para los dedos en su frente, aunque pertenece en realidad a la familia de la ocarina. Uno de los predecesores de la flauta, la zampoña o flauta de Pan gozó de gran popularidad en el medievo y es posiblemente de origen helénico. Los tubos de este instrumento estaban hechos de madera, graduados en longitudes diferentes para producir diferentes tonos.
- Los instrumentos con estrangul o boquilla (generalmente de doble lengüeta, como el oboe) están representado por los caramillos, las bombardas (una quinta más graves) y las dulzainas, de tubo más estrecho y timbre velado.

- Los instrumentos de las familias de los cuernos y de las trompetas son, en general, instrumentos guerreros. El olifante, cuyo uso duró un poco más de dos siglos, es un cuerno tallado en un colmillo de elefante (de donde su nombre, por aproximación fonética). El instrumento que Dante llama trombetta es una pequeña trompa, una pequeña bocina, una trompeta. Las cuatro tubae y la tubecta de plata que se hizo hacer Federico II en Italia (1240) son probablemente instrumentos del mismo tipo, uno y otro inspirado también libremente en la tuba y la buccina latinas. Desde el siglo X se utilizaron igualmente instrumentos cónicos, de cuernos de animal o de madera, provistos de una embocadura de cuerno y perforados por orificios, como el caramillo: son las cornetas, llamados también cornetas con boquillas, del nombre que se llama a su embocadura.

- Órganos: el primer centro de fabricación de órganos en la Edad Media fue Bizancio y allí sin duda se construyeron los primeros órganos neumáticos, que sustituyeron a los hidráulicos. Al menos, un instrumento de este tipo está representado por primera vez en un obelisco bizantino. Desde Constantinopla se exportan los órganos a todo el imperio e incluso a Oriente. En adelante, se fabrican en Occidente. En España desde el siglo V y en Inglaterra a partir del año 700. La ejecución de estos instrumentos era bastante rudimentaria. Una serie de tablillas correderas, que servía de teclado, permitía introducir el aire de una máquina neumática en los tubos de cobre o de bronce perpendiculares con teclas corredizas. Cada tecla podía hacer hablar a uno o varios tubos simultáneamente. Al menos desde el siglo X hubo órganos de pequeñas dimensiones "positivos" (para poner sobre un mueble); en el siglo XII se construirán "portátiles". A partir del siglo XIII, los tubos se reparten en "juegos" de una a diez filas. Se introduce el instrumento en las iglesias; pero, según el testimonio de Ailredo, abad de Rievaulx, los fuelles hacen tanto ruido que el sonido del órgano «más evoca el estampido de los truenos que la dulzura de las voces».

### Instrumentos de percusión
Hasta el Renacimiento los instrumentos de percusión no desempeñaron sino un papel marginal en la música. Antes del siglo XII no existían prácticamente, aparte de los juegos de campanas empleados en los monasterios. No obstante, el ornato cotidiano estaba realzado por ruidos diversos de los que la literatura medieval evoca con frecuencia los aspectos comunes: matracas de los leprosos, amuletos tintineantes con que se cubrían los héroes y los peregrinos, cencerros, cascabeles, campanas, aldabones de las puertas, etc. Solo en los siglos XII y XIII aparecieron en Europa los tambores de dos pieles, con los que se acompañaban sobre todo los que tocaban instrumentos de viento y el pequeño tambor sobre un cerco con crótalos (pandereta).

## La música medieval en España
Las orientaciones de la música en la Edad Media proceden de Francia, desde donde se irradia su influencia a los demás países. España, por razones de vecindad geográfica y de entendimiento político, sobre todo por parte de los reyes de Navarra y de Aragón, estuvo al tanto de la vanguardia musical de la época.
El Códice Calixtino está constituido por cinco partes referidas a diversos aspectos de la peregrinación a Compostela. Al final del códice aparece una sección musical donde, entre muchas piezas monódicas, figuran veintiún discantos a dos voces y uno a tres, probablemente el más antiguo conocido en Europa, pues pertenece al siglo XII. Estamos hablando ya de la primera polifonía.
El estilo trovadoresco orientado hacia la temática religiosa produjo en España una obra magnífica: las Cantigas de Santa María de Alfonso X el Sabio. Recopiladas a finales del siglo XIII, son la más excelente muestra de la entonces naciente notación mensural. Las cantigas son más de cuatrocientas canciones monódicas que relatan milagros y favores de la Virgen. Parece ser la obra más personal del rey y en la que intervino más directamente; las melodías proceden en parte de modelos anteriores, litúrgicos y populares, y en parte compuestos por músicos de la corte. También han llegado hasta nosotros las melodías de seis Cantigas de amigo del trovador gallego Martín Codax y otras varias de trovadores catalanes.
En cuanto a la música polifónica, también los músicos españoles estaban al día de las nuevas corrientes; así lo atestigua el Códice del Monasterio de Las Huelgas, que contiene composiciones monódicas y polifónicas de los siglos XII al XIV y en su conjunto de 186 obras resume la práctica del ars antiqua en España, además de contener un Credo del ars nova y un ejercicio de solfeo a dos voces, único conocido del repertorio medieval. Su repertorio lo integran las formas principales del ars antiqua: conductus, motete, organum, etc., según el estilo de la Escuela de París, aunque muchas de sus obras parecen ser de creación propia española.
El Llibre Vermell de Montserrat, llamado así por el color de su cubierta, contiene cantos y danzas de los peregrinos del Monasterio de Montserrat. Es una breve colección del siglo XIV con solo diez piezas que constituyen un excelente mosaico de formas y procedimientos: virelais, cánones, danzas, etc., desde una a tres voces.

## Galería

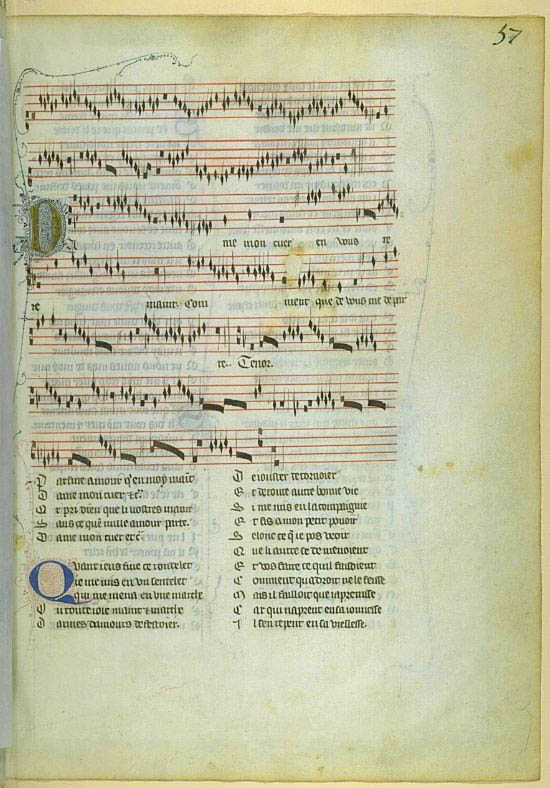
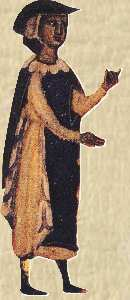
Trovador del siglo XIII
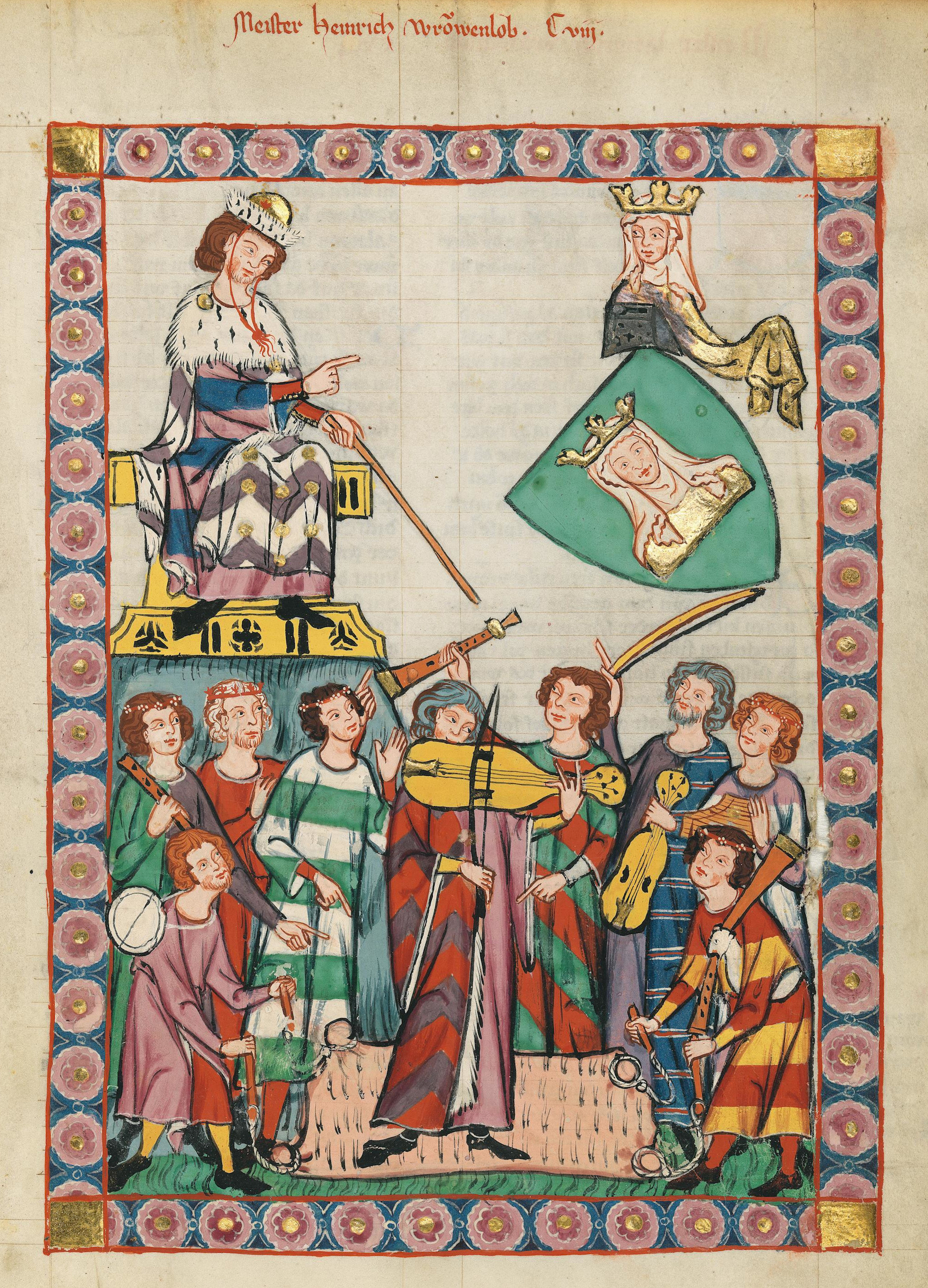
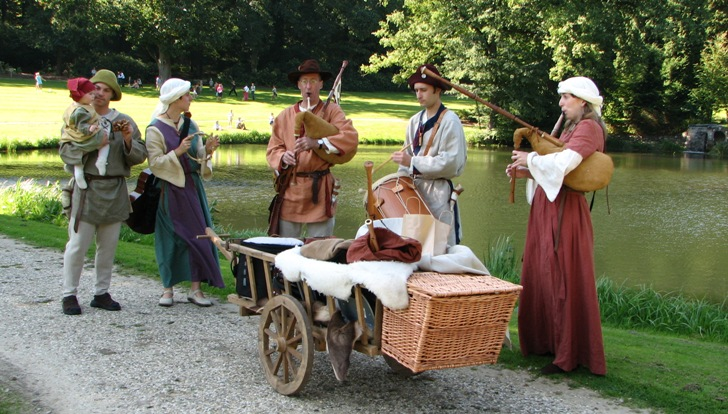
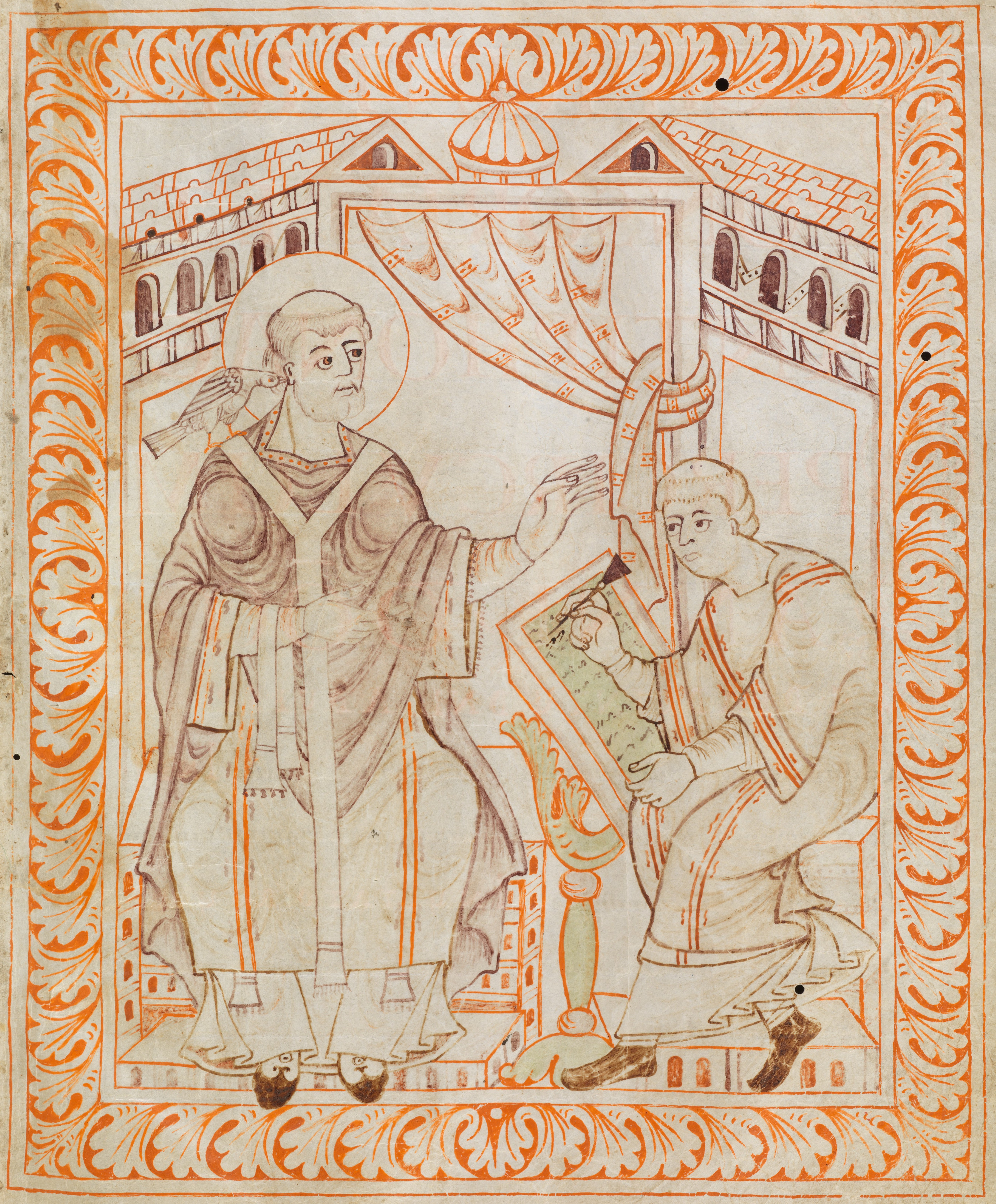
Papa Gregorio I dictando cantos gregorianos.
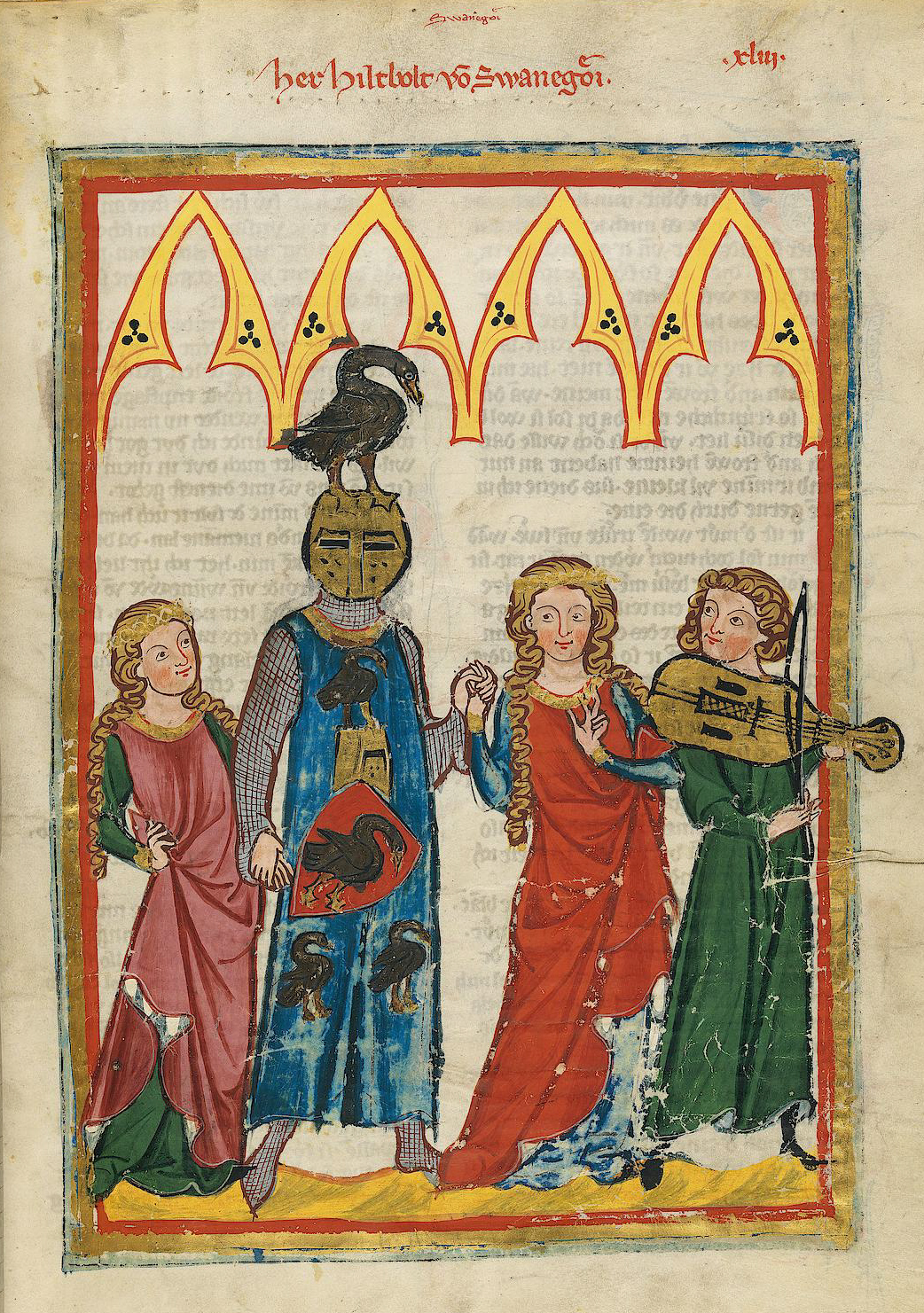

## Discografía
Antologías
- 1976 – Music of the Gothic Era. Early Music Consort of London, David Munrow. (Deutsche Grammophon 53185)
- 1990 – Music of the Middle Ages. The Western Wind. (Libro con dos cassettes. Schirmer Books ISBN 0-02-872953-6) . 
 Reedición parcial en CD: Medieval Music. Hilliard Ensemble, Paul Hillier. (Conifer)
- 2005 – A History of Music, 5: The Birth of Polyphony. Anonymous 4. (Harmonia Mundi 8167)

Ars antiqua
- 1986 – Ecole de Notre Dame de Paris. Le chant des Cathédrales. Ensemble Gilles Binchois, Dominique Vellard, dir (Harmonic)
- 1992 – Les escholiers de Paris. Motets, Chansons et Estampies du XIIIe siècle. Ensemble Gilles Binchois, Dominique Vellard. (Harmonic)
- 1996 – Pérotin et l'ars antiqua. Hilliard Ensemble, Paul Hillier. (Hilliard Live)
- 1997 – Codex Bamberg. Camerata Nova, Luigi Taglioni. (Stradivarius)
- 2001 – La Bele Marie. Songs to the Virgin from 13th-century France. Anonymous 4. (Harmonia Mundi)
- 2006 – Paris expers Paris. Diabolus in Musica. Antoine Guerber. (Alpha)

Ars nova
- 1992 – French Songs and Motets of the 14th Century. Gothic Voices, Christopher Page. (Hyperion)
- 1994 – Music for Court and Church from the later Middle Ages. Gothic Voices, Christopher Page. (Hyperion)
- 1995 – Le Roman de Fauvel. Boston Camerata, Ensemble Project Ars Nova, Joel Cohen. (Erato)
- 1999 – Chants du xivème siècle. Mora Vocis Ensemble. (Mandala)
- 2004 – Zodiac, Ars Nova and Ars Subtilior in the Low Countries and Europe. Capilla Flamenca, Dirk Snellings. (Eufoda)
- 2009 – Les quatre saisons de l'Ars Nova. Capilla Flamenca, Dirk Snellings. (Musique en Wallonie)